# Accept the Fact
Accept the Fact är det finländska nyklassiska power metal-bandet Warmens tredje studioalbum, utgivet i juli 2005 på Spinefarm Records, och i Japan på Universal Music i september samma år. "They All Blame Me" och "Somebody's Watching Me" släpptes som singlar.
Skivan gästas av Timo Kotipelto (Stratovarius) och Alexi Laiho (Children of Bodom), som båda bidrar med sång, samt Ralph Santolla (Deicide, Obituary) som bidrar med gitarrspel.

## Låtlista
1. "Accept the Fact" – 3:57
2. "Invisible Power" (med Timo Kotipelto) – 4:39
3. "Waters of Lethe" (med Marko Vaara) – 3:10
4. "Roppongi Rumble" (instrumental) – 3:55
5. "They All Blame Me" (med Jonna Kosonen) – 5:28
6. "Puppet" (med Timo Kotipelto) – 4:29
7. "Lying Delilah" (med Marko Vaara) – 5:00
8. "Return of Salieri" – 4:49
9. "Somebody's Watching Me" (Rockwell-cover) (med Alexi Laiho) – 3:46

Bonusspår på den japanska utgåvan
1. "Faithful Eyes" (instrumental) – 4:47

## Medverkande
Musiker
- Janne Wirman – keyboard
- Antti Wirman – gitarr
- Lauri Porra – basgitarr
- Mirka Rantanen – trummor

Bidragande musiker
- Ralph Santolla – gitarr
- Timo Kotipelto – sång
- Marko Vaara – sång
- Jonna Kosonen – sång
- Alexi Laiho – sång

Produktion
- Janne Wirman – producent, inspelningstekniker
- Mikko Karmila – mixning
- Mika Jussila – mastering
- Timo Tyynismaa – albumkonst
- Anu Jalo – foto